# Saturnia osseicolor
Saturnia osseicolor är en fjärilsart som beskrevs av Edward Alfred Cockayne 1951. Saturnia osseicolor ingår i släktet Saturnia och familjen påfågelsspinnare. Inga underarter finns listade.